# Jan Logemann

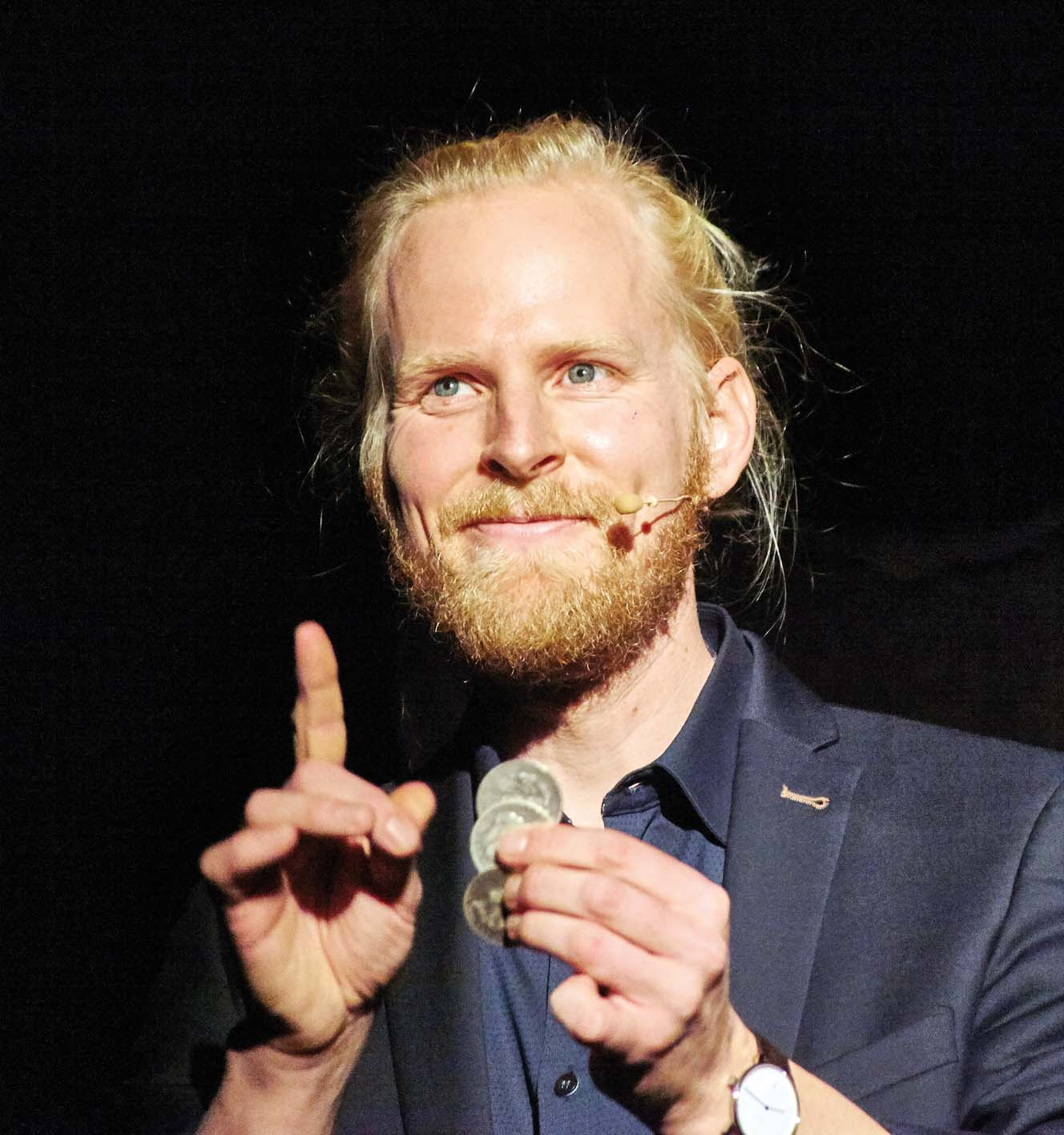
Jan Logemann

Jan Logemann (* 8. August 1984 auf der Insel Fehmarn) ist ein deutscher Zauberkünstler.

## Leben
Der auf der Insel Fehmarn geborene Jan Logemann machte nach dem Abitur zunächst eine Ausbildung zum Heilpraktiker, da der Notendurchschnitt seines Zeugnisses kein unmittelbar anschließendes Medizinstudium zuließ. Danach ließ er sich weiter zum Osteopathen ausbilden und unterhielt für etwa zwei Jahre eine eigene Praxis für Osteopathie. Nebenher trat er bereits als Zauberkünstler auf. 
Nachdem er schließlich einen Studienplatz für Medizin erhalten hatte, begann er sein Studium, das er jedoch nach dem Physikum nicht weiter verfolgte, sondern das Zaubern zu seinem Hauptberuf machte. Ausschlaggebend war für diesen Schritt die Teilnahme am FISM Weltkongress in Blackpool, 2012, wo er den ersten Preis in der Sparte Karten-Zauberkunst erringen konnte.
Logemanns Stil in der Zauberkunst ist der eines fahrigen und scheinbar etwas unkonzentrierten Zauberkünstlers, der zum Schluss einer jeder Vorführung jedoch genau weiß, was er tut, um somit die Zuschauer erst recht zu verblüffen.
2001 wurde Logemann Mitglied im Verein Magischer Zirkel von Deutschland.
Im selben Jahr nahm er an den Vorentscheidungen für die deutschen Meisterschaften teil und errang einen 1. Preis im Bereich Kartenkunst.

## Stationen
- Auf dem Zauberkongress MagiColonia 2002 belegte Jan Logemann den 2. Platz im Bereich Close-up-Zauberkunst.[4]
- Beim Zauberkongress Prix Juventa Magica 2003 in Berlin erhielt er den 3. Platz beim Kartenzaubern und den 2. Platz in Close-up-Zauberkunst.[5]
- 2012 schließlich schaffte Jan Logemann den 1. Platz im Bereich Kartenzauberkunst auf dem Weltkongress der Zauberkunst in Blackpool, England.[6]
- 2014 nahm Jan Logemann erfolgreich auf dem Internationale Zauberkongress in Beijing, China, teil und errang die Silber-Medaille.[7]
- 2015 wurde er vom Magic Castle in Hollywood eingeladen und ebenso von dem FFFF-Kongress in den USA. Ein Kongress, der ausnahmslos Experten vorbehalten ist.[8]

Bedingt durch die im Jahr 2021 anhaltende Corona-Krise organisierte Jan Logemann im Februar 2021 einen ersten überregionalen Online-Zauberkongress, an dem über 1000 Zauberkünstler aus aller Welt teilnahmen.

## Artikel
- Warum machst du all das? in: Magische Welt, Heft 4, 68. Jahrgang, 2019, Seite 152

## Veröffentlichungen
- Stand-up Fantasies: Jedes Vorspiel, 2013
- Eine Inselbegabung tourt mit ..., 2019

## Auszeichnungen
- Verleihung des Hofzinser Ringes[10]

## Filme
- Jan Logemann zaubert mit Karten, NDR, Hallo Niedersachsen, 28. Juni 2020[11]